# Tonlehre
Tonlehre ist eine Wissenschaft von den hörbaren Tönen. Die Lehren, die sich so nennen, verbinden in der Regel Akustik und Wahrnehmungspsychologie. So gibt es Tonlehren in der Phonologie, die sich mit der gesprochenen Sprache auseinandersetzen.
Tonlehre wird in der Musiktheorie mitunter von der Kompositionslehre unterschieden: Sie betrachtet und systematisiert die Töne und Zusammenklänge unabhängig von musikalischen Zusammenhängen. Es geht also um die Wahrnehmung von Intervallen, Akkorden, Stimmungen, Klangfarben, aber nicht um ihre Bedeutung für Melodien, Kadenzen oder Modulationen.

## Frühe Neuzeit
In der mittelalterlichen Musiktheorie, die antike Vorstellungen wie die Sphärenharmonie diskutierte, waren Physik und Ethik eng verbunden: In Musik und Astronomie äußern sich ideale, für den Menschen vorbildliche Proportionen. Solche Betrachtungen waren unabhängig vom menschlichen Musizieren. Noch in der Frühaufklärung hatten Idealbilder einer wohlgeordneten Natur große Anziehungskraft. Mit der Einschränkung auf das Messbare in der naturwissenschaftlichen Methodik, wie sie Isaac Newton erfolgreich vorführte, verblassten jedoch solche Werturteile.

## Goethe
Dieser Entwicklung wollte Johann Wolfgang von Goethe entgegenwirken. Er verfasste um 1810 die Skizze zu einer Tonlehre, die im Unterschied zu seiner Farbenlehre allerdings Fragment blieb. Ähnlich wie mit der Farbenlehre versuchte Goethe „die Gesetze des Hörbaren“ nicht nur quantitativ, sondern qualitativ zu erfassen und hob etwa den Aspekt der „sinnlich-sittlichen Begeisterung“ am Ton hervor. Eine solche „organische“ Tonauffassung differenzierte er von einer „mechanischen“ und von einer „mathematischen“.

## Helmholtz und Stumpf
Hermann von Helmholtz versuchte 1863 mit seinem Werk Die Lehre von den Tonempfindungen als physiologische Grundlage für die Theorie der Musik physikalische und physiologische Akustik miteinander zu verbinden. Dies regte den Musikpsychologen Carl Stumpf an, dem Tonempfinden experimentell auf den Grund zu gehen (Die pseudo-aristotelischen Probleme über Musik, 1897, Konsonanz und Konkordanz, 1910, Über neuere Untersuchungen zur Tonlehre, 1914), was Eingang in die Gestaltpsychologie fand.

## Handschin
Ergänzend zu diesen empirischen Ansätzen bezog sich der Musikforscher Jacques Handschin wiederum auf die antike Musiktheorie, um dem „Toncharakter“ auf die Spur zu kommen (Der Toncharakter. Eine Einführung in die Tonpsychologie, 1948). Seine Ansätze stehen im historischen Zusammenhang mit einer Wiederentdeckung der Alten Musik etwa seit 1920.